# NGC 1280
NGC 1280 ist eine Spiralgalaxie vom Hubble-Typ Sc im Sternbild Cetus südlich des Himmelsäquators. Sie ist schätzungsweise 305 Millionen Lichtjahre von der Milchstraße entfernt.
Das Objekt wurde am 19. Dezember 1881 vom französischen Astronomen Édouard Jean-Marie Stephan entdeckt.